# Stazione di Borgosatollo
La stazione di Borgosatollo fu una fermata ferroviaria della linea Brescia-Parma a servizio dell'omonimo comune. Per ragioni geografiche si trovava all'interno del territorio comunale di San Zeno Naviglio.

## Storia
La fermata fu aperta al servizio pubblico il 1º agosto 1893 assieme al tronco ferroviario San Zeno-Piadena che completò la Parma-Brescia-Iseo.
Fu gestita dalla Società Meridionale, esercente la Rete Adriatica a cui appartenne la linea fino al 1905, quando avvenne il passaggio alle Ferrovie dello Stato (FS).
Durante la prima guerra mondiale fu dotata di un raddoppio provvisorio dalla capacità di quarantotto carri.
Con il cambio orario del 22 maggio 1932, la fermata fu soppressa, probabilmente a causa della sua distanza dal centro abitato.

## Strutture e impianti
La fermata era dotata di un fabbricato viaggiatori a pianta rettangolare, al 2022 ancora esistente.